# 墨西哥鏢鱸
墨西哥鏢鱸為輻鰭魚綱鱸形目鱸亞目河鱸科的其中一種，分布於墨西哥的Rio Salado de los Nadadores流域，體長可達4.1公分，棲息在植被生長、礫石底質的溪流。